# Velas de Sabá

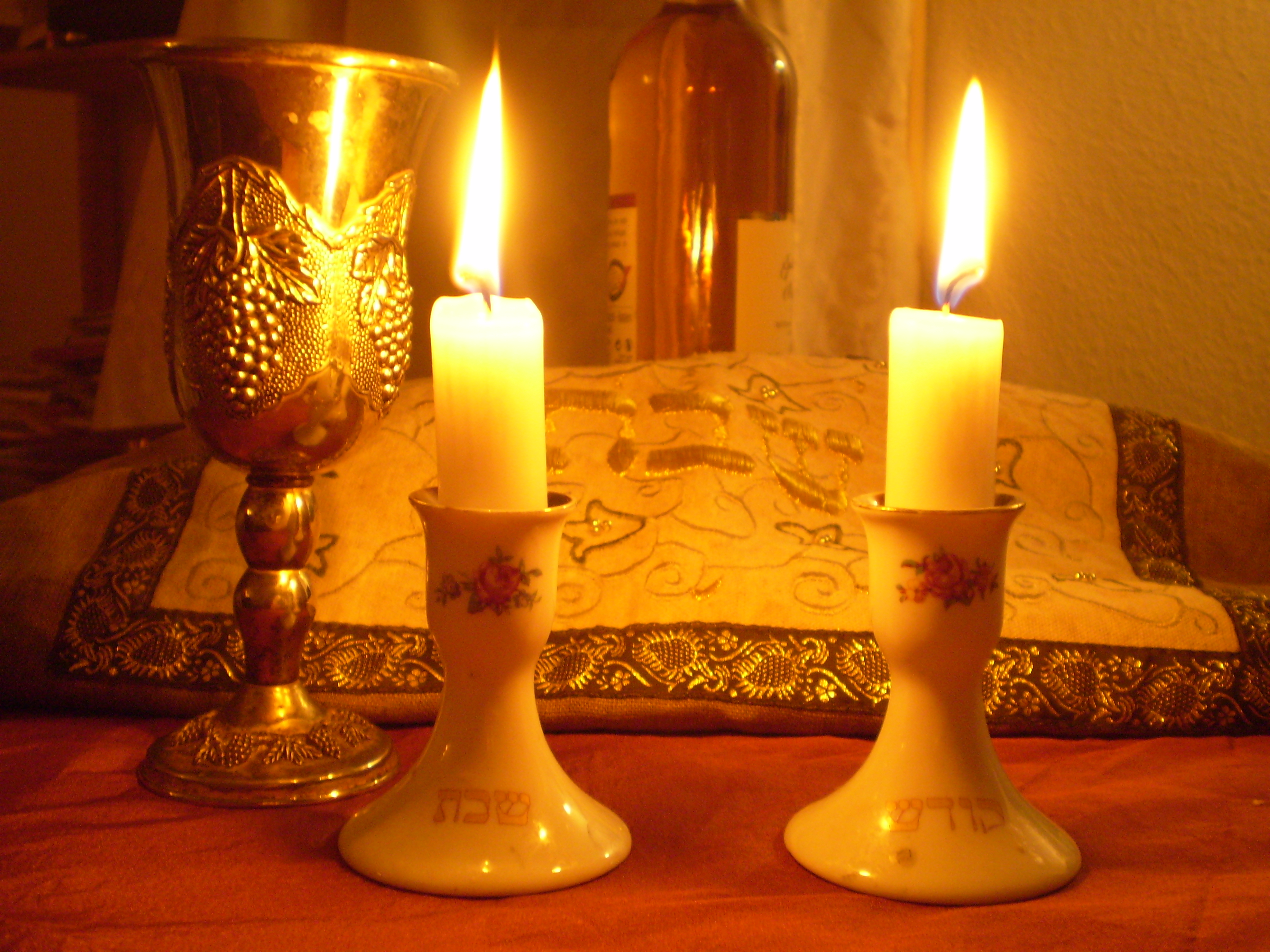
Velas de Sabá

Velas de Shabbat (em hebraico:  נרות שבת) são as velas acesas no início da noite de sexta-feira, antes do crepúsculo, para conduzir ao Shabbat judaico. Acender as velas de Shabbat é uma lei determinada pela tradição rabínica. O ato de acender as velas é tradicionalmente feito pela mulher do domicílio, mas na ausência de uma mulher, pode ser feito por um homem. Com as velas acesas, a mulher move as mãos sobre as velas e em direção a si própria (como se trazendo ou conduzindo o Shabbat); ela então cobre os olhos e recita uma bênção.

## História

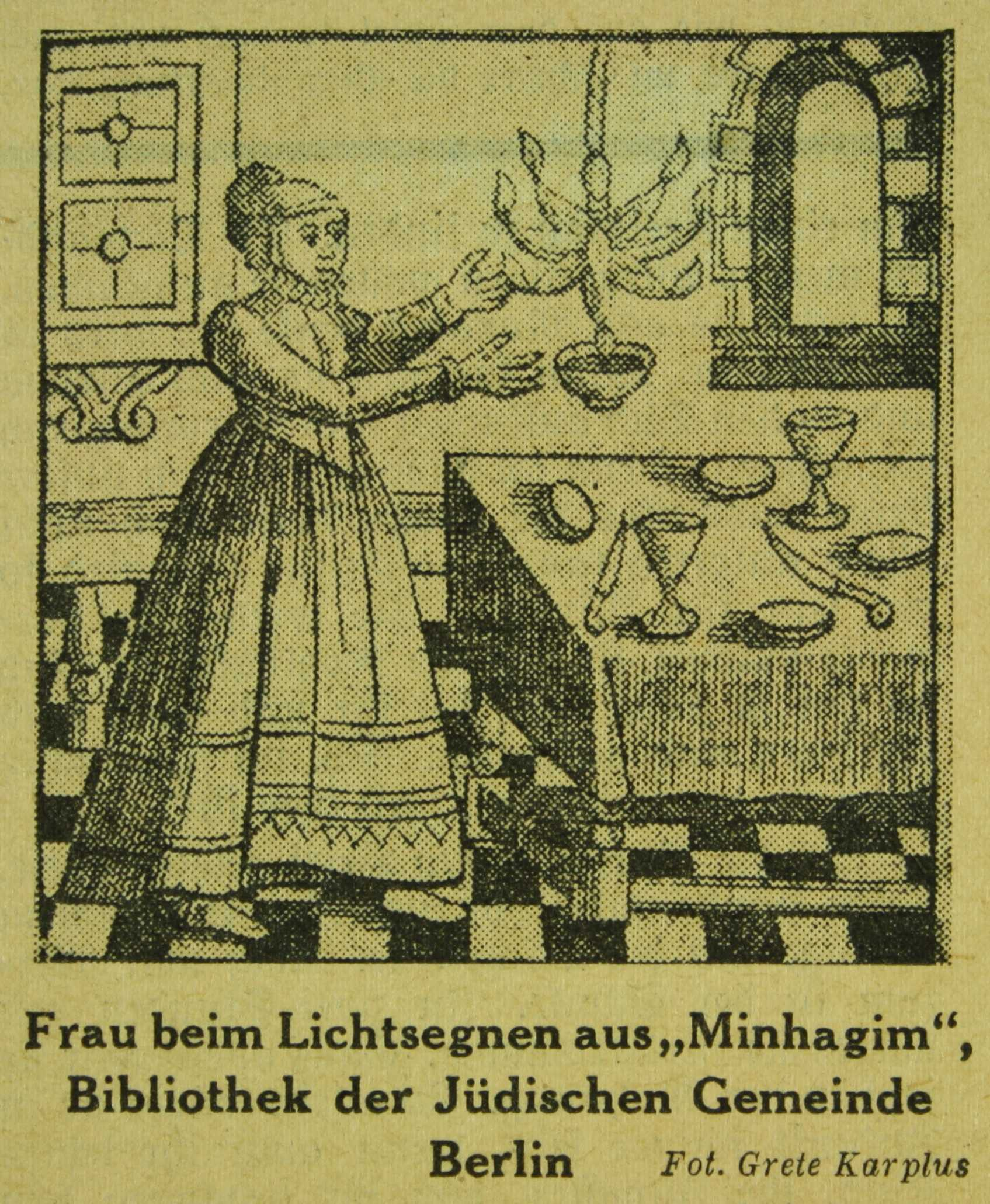
Ilustração de 1723 sobre o ato de acender as velas de Sabá

O primeiro registro do texto completo da bênção vem do  Siddur de Rav Amram, escrito por Amram Gaon no século IX.  Ele cita fontes talmúdicas que decretavam a obrigatoriedade da prática da bênção. 
Em função da escassez de fontes antigas, com exceção do já citado Siddur de Rav Amram, argumenta-se que, na Europa, as mulheres judias acendiam as velas de Shabbat sem a bênção até o século XI. Por volta dessa época, diz-se que teria sido introduzida a prática da bênção as velas de Shabbat com base na bênção que se faz sobre o Chanukiá menorá, que é muitos séculos mais antiga. Esta bênção é idêntica à encontrada no Siddur de Rav Amram. A neta de Rashi, Hannah, descreve sua mãe acendendo velas e recitando a bênção. Desta forma, a exigência de acender as velas de Shabbat tem origem rabínica. A tradição é a de acender duas velas, mas em certos lares, uma vela adicional é acessa para cada criança. O ato de acender as velas de Shabbat tem dois propósitos:  o de "honrar o Shabbat" (כבוד שבת) e criar shalom bayit, isto é, a paz doméstica (שלום בית). 
Em Yiddish, o ato de acender as velas é denominado licht bentschen ("recitação da luz") ou licht tsinden ("acender a luz").

## Bênçãos
"ברוך אתה ה״ אלוהינו מלך העולם אשר קדשנו במצותיו וצונו להדליק נר של שבת"
Barukh ata Adonai Eloheinu Melekh ha‑olam, asher kid'shanu b'mitzvotav v'tzivanu l'hadlik ner shel Shabbat.
"Bem-aventurado és Tu, SENHOR, nosso Deus, Rei do universo, que nos santificou com os Seus mandamentos e nos determinou acender a(s) vela(s) no Shabbat."

### Variantes
As famílias que seguem a tradição de Chabad Lubavitch, um das ramificações do hassidismo, acrescentam a palavra "kodesh" ("sagrado") ao final da bênção, com a forma: "... a vela do sagrado Shabbat," (ner shel Shabbas kodesh).

## Galeria

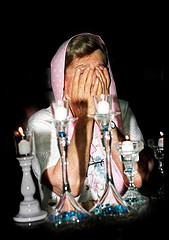
Uma mulher recitando a bênção sobre as velas de Sabá enquanto cobre os olhos
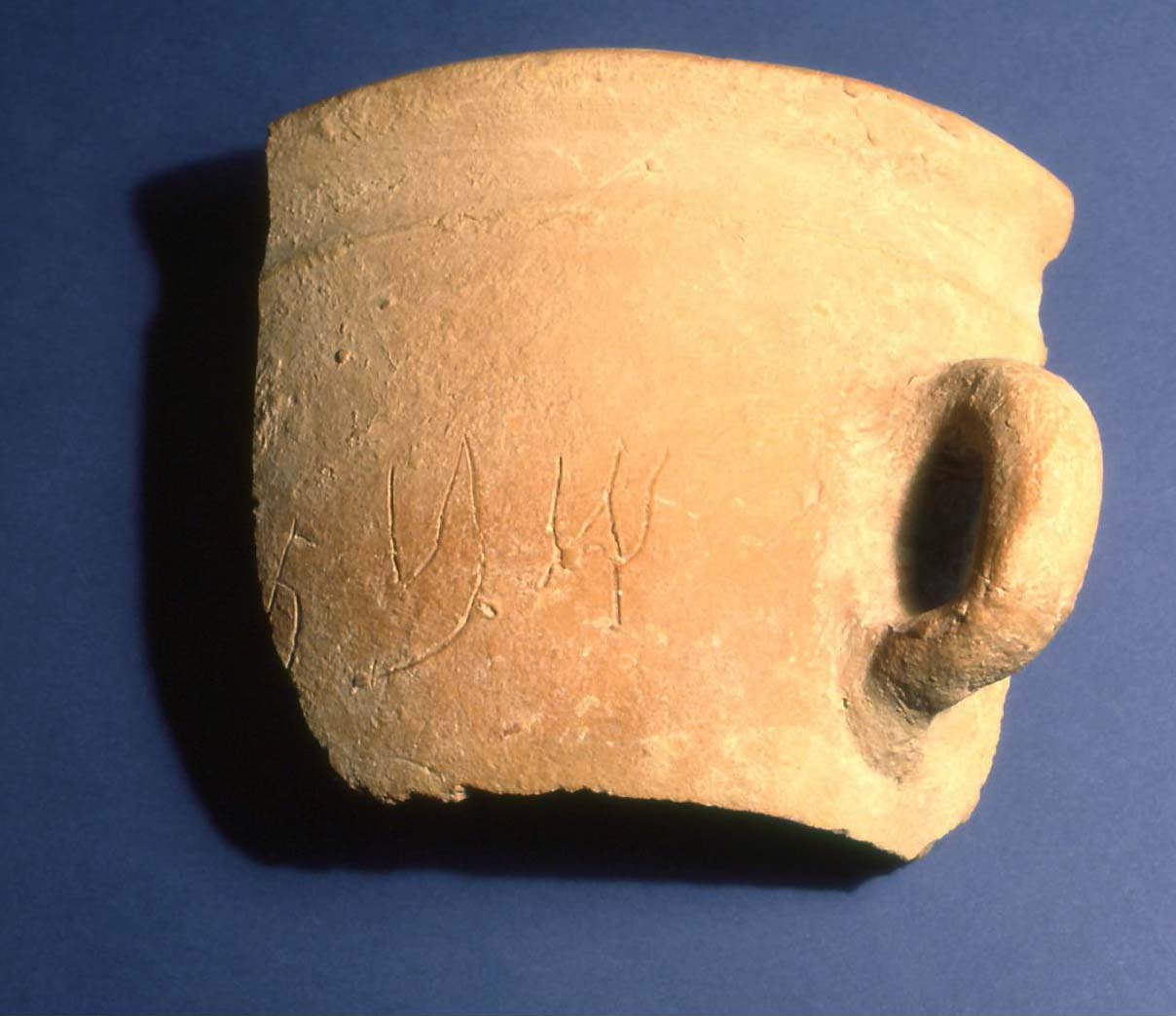
Pedaço de cerâmica de uma base para uma lâmpada a óleo de Sabá com a inscrição שבת ("Shabbat") na escrita aramaica, por volta do século IV, retirada das escavações em Uza